# Fleur Mellor
Fleur Northey Mellor (verh. Wenham; * 13. Juli 1936 in Sydney) ist eine ehemalige australische Leichtathletin und Olympiasiegerin.
Mellor gewann bei den Olympischen Spielen 1956 in Melbourne gemeinsam mit Shirley Strickland de la Hunty, Norma Croker und Betty Cuthbert die Goldmedaille in der 4-mal-100-Meter-Staffel. Die Australierinnen stellten in der Qualifikationsrunde mit 44,9 s einen Weltrekord auf und verbesserten ihn im Finale auf 44,5 s.
Wenige Tage nach dem Olympiafinale war Mellor an zwei weiteren Staffelweltrekorden beteiligt: über 4-mal 110 Yards (45,6 s) und 4-mal 220 Yards (1:36,3 min).